# ギブミーチョコレート!
『ギブミーチョコレート!』は、DISH//の楽曲。2013年2月13日に3枚目のインディーズシングルとしてスターダスト レコーズから発売された。

## 概要
- 前作『ピーターパンシンドローム』から約4か月振りのリリース。
- 次作『I Can Hear』でメジャーデビューした[4]為、インディーズ時代の最後のシングルとなった。
- CDは通常盤の1形態のみの発売。
- 表題曲「ギブミーチョコレート!」は、チョコレートを欲しがる男子の気持ちをキャッチーなメロディに乗せて歌ったバレンタインソングとなっている[3]。
  - 同曲は、TOKYO MX『超×D』のオープニングテーマ及びエンディングテーマに起用された[1]。
  - また、フジテレビ系『ミューサタ』のエンディングテーマにも起用された[1]。
- カップリング「ザ・ディッシュ〜とまらない青春 食欲編〜」は、私立恵比寿中学の「ザ・ティッシュ～とまらない青春～」をアレンジした楽曲となっている[3]。

## 収録曲
1. ギブミーチョコレート! - [4:23]
作詞・作曲・編曲：前山田健一
  - TOKYO MX『超×D』オープニングテーマ[1]
  - TOKYO MX『超×D』エンディングテーマ[1]
  - フジテレビ系『ミューサタ』エンディングテーマ[1]
2. ザ・ディッシュ～とまらない青春 食欲編～ - [4:25]
作詞・作曲・編曲：前山田健一
3. ギブミーチョコレート! (Instrumental)
4. ザ・ディッシュ～とまらない青春 食欲編～ (Instrumental)